# Avondale (Missouri)
Avondale – miasto w Stanach Zjednoczonych, w zachodniej części stanu Missouri. Liczba mieszkańców w 2000 roku wynosiła 529.